# Leontion

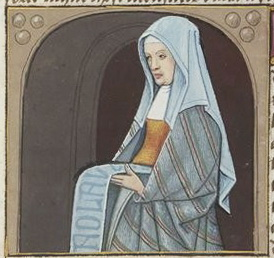
Middeleeuwse miniatuur van Leontion in een exemplaar van De mulieribus claris

Leontion (Oudgrieks: Λεόντιον) (fl. 300 v.Chr.) was een Griekse epicurische filosofe.

## Leven
De bronnen over Leontion zijn schaars en niet onbevooroordeeld. Ze was een leerlinge van Epicurus en een geliefde van Metrodoros van Lampsakos, met wie ze een zoon had. Ook zou ze een hetaere zijn geweest. Een dochter van haar, Danaë, was een vertrouwelinge van de Seleukidische koningin Laodike, tot deze haar na een meningsverschil liet vermoorden.
Bij Diogenes Laërtios is vermeld dat Epikouros brieven aan Leontion richtte. Daaruit haalt hij een regel aan waarin Epikouros haar prees voor haar goed geschreven argumenten tegen zekere filosofische opvattingen (niet nader omschreven).
Volgens Plinius werd ze geschilderd door Aristides van Thebe in een werk getiteld Leontion denkend aan Epikouros.
Deze verontwaardiging dat een prostituee het had aangedurfd een weerlegging van Theofrastos te schrijven, vinden we ook terug bij Cicero. Hoewel hij toegaf dat ze dat in een elegant Attisch had gedaan, vond hij het tekenend voor de losbandigheid in de tuin van Epikouros. In navolging van Cicero vermeldt Plinius dezelfde anekdote in het voorwoord van zijn  Naturalis historia.

## Voetnoten
1. ↑  Diogenes Laertios, Leven en leer van beroemde filosofen, 10:23
2. ↑  Athenaios, Deipnosofistai, 13:588, 593
3. ↑  Fylarchos, FGrH 81 F 24 bij Athenaios 593 b-d
4. ↑  Diogenes Laertios, Leven en leer van beroemde filosofen, 10:5
5. ↑  Naturalis historia, 35:99
6. ↑  De natura deorum, 1:93
7. ↑  Naturalis historia, praefatio, 29